# Dragovites
 (signalé en juin 2025).
Si vous disposez d'ouvrages ou d'articles de référence ou si vous connaissez des sites web de qualité traitant du thème abordé ici, merci de compléter l'article en donnant les références utiles à sa vérifiabilité et en les liant à la section « Notes et références ».
- Archive Wikiwix
- Bing
- Cairn
- DuckDuckGo
- E. Universalis
- Gallica
- Google
- G. Books
- G. News
- G. Scholar
- Persée
- Qwant
- (zh) Baidu
- (ru) Yandex
- (wd) trouver des œuvres sur Wikidata

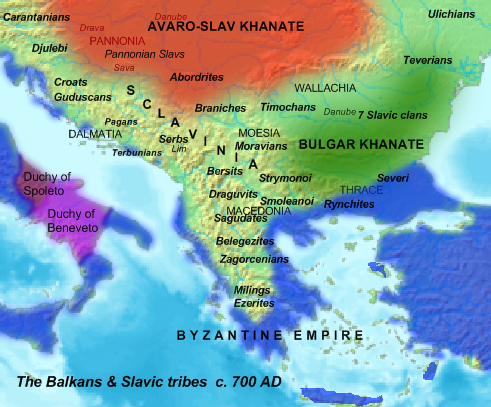
Localisation des tribus slaves vers 700

Les Dragovites sont une tribu slave dont le nom n'est pas précisément connu. Les textes byzantins emploient les termes de Dragovites (Δραγοβῖται), Drogovites (Δρογοβῖται) et de Drougouvites (Δρουγουβῖται).
Ils sont arrivés dans la Péninsule balkanique au début du VIIe siècle et se sont installés en Macédoine. Ils ont créé des communautés autonomes (voir Sklavinies), conservant ainsi leur identité et leur parler slave tout au long du Haut Moyen Âge, avant d'être finalement hellénisés.